# Acalypha bisetosa
Acalypha bisetosa é uma espécie de flor do gênero Acalypha, pertencente à família Euphorbiaceae.